# Mentuhotep (královna)
| mn · n | T | Htp · t · p |

| mn · n | T | Htp · t · p |

Mentuhotep byla staroegyptská královna z 2. přechodného období, manželka faraóna Džehutiho. Její hlavní titul byl hlavní královská manželka. Další titul byl chenemetneferhedžet (spojená s bílou korunou).

## Rodina
Stejně jako mnoho dalších vládců tohoto období ani u manžela královny Mentuhotep, Džehutiho, není jisté, v jaké dynastii vládl. Ryholt jej umisťuje do 16. dynastie. Podle studií Claude Vandersleyen a Christiny Geisen vládl ve 13. dynastii, což má býti založeno na stylu Mentuhotepiny rakve. Teorie Jürgen von Beckeratha, že vládl v 17. dynastii, je zase založena na faktu, že hrobka jeho manželky Mentuhotep se nachází v Dra 'Abu el-Naga', které je pro 17. dynastii typické.
Je známa i prokreační rodina Mentuhotep. Její otec byl vezír Senebhenaf, matka Sobekhotep. Senebhenaf mohl být synem vezíra Ibiaw, u kterého je známo, že měl dva syny jménem Senebhenaf. Ibiaw je zase někdy ztotožňován s králem 13. dynastie Wahibre Ibiaw. Toto by bylo důležité propojení mezi oběma rody.

## Hrobka
Královna Mentuhotep je známá kvůli svému pohřebnímu vybavení nalezenému v letech 1822–1825 v Dra 'Abu el-Naga' (pohřebišti u Théb) italským bagrem Giuseppe Passalacquou. Nalezena byla kanopická truhla s kosmetickými krabičkami. Předměty byly později prodány do Berlína. Kolem roku 1832 zkopíroval John Gardner Wilkinson nápisy na rakvi. Původní rakev je nyní ztracena. Na rakvi bylo uvedeno, že byla dcerou vezíra Senebhenafa a ženy jménem Sobekhotep. Vnitřek rakve byl zdoben různými magickými formulemi z Egyptské knihy mrtvých. Rakev této ženy je prvním známým zdrojem těchto pohřebních textů. Giuseppe Passalacqua zmínil bohatě zdobenou rakev postavami bohů. Avšak rakev kopírovaná Wilkinsonem je obdélníková a není zdobena postavami bohů. Není totiž jisté, zda kanopická truhla a rakev byly nalezeny v téže hrobce, proto Herbert E. Winlock dospěl k závěru, že existovaly dvě královny jménem Mentuhotep. Jedna byla manželkou krále Džehutiho, druhá je známá ze své rakve. S kosmetickým boxem bylo nalezeno několik alabastrových nádob. Tyto nádoby jsou ale řazeny do 25. dynastie.
Kanopická truhla byla dána královně králem Džehutim, jak je uvedeno. Uvnitř byly dvě kosmetické krabičky ze dřeva a papyru. Nyní jsou k vidění v Neues Museum v Berlíně s katalogovým číslem AM 1176-1182. Uvnitř krabice byly nalezeny alabastrové nádoby a kosmetická lžíce. Kanopická truhla je také v Berlíně a má číslo 1175.

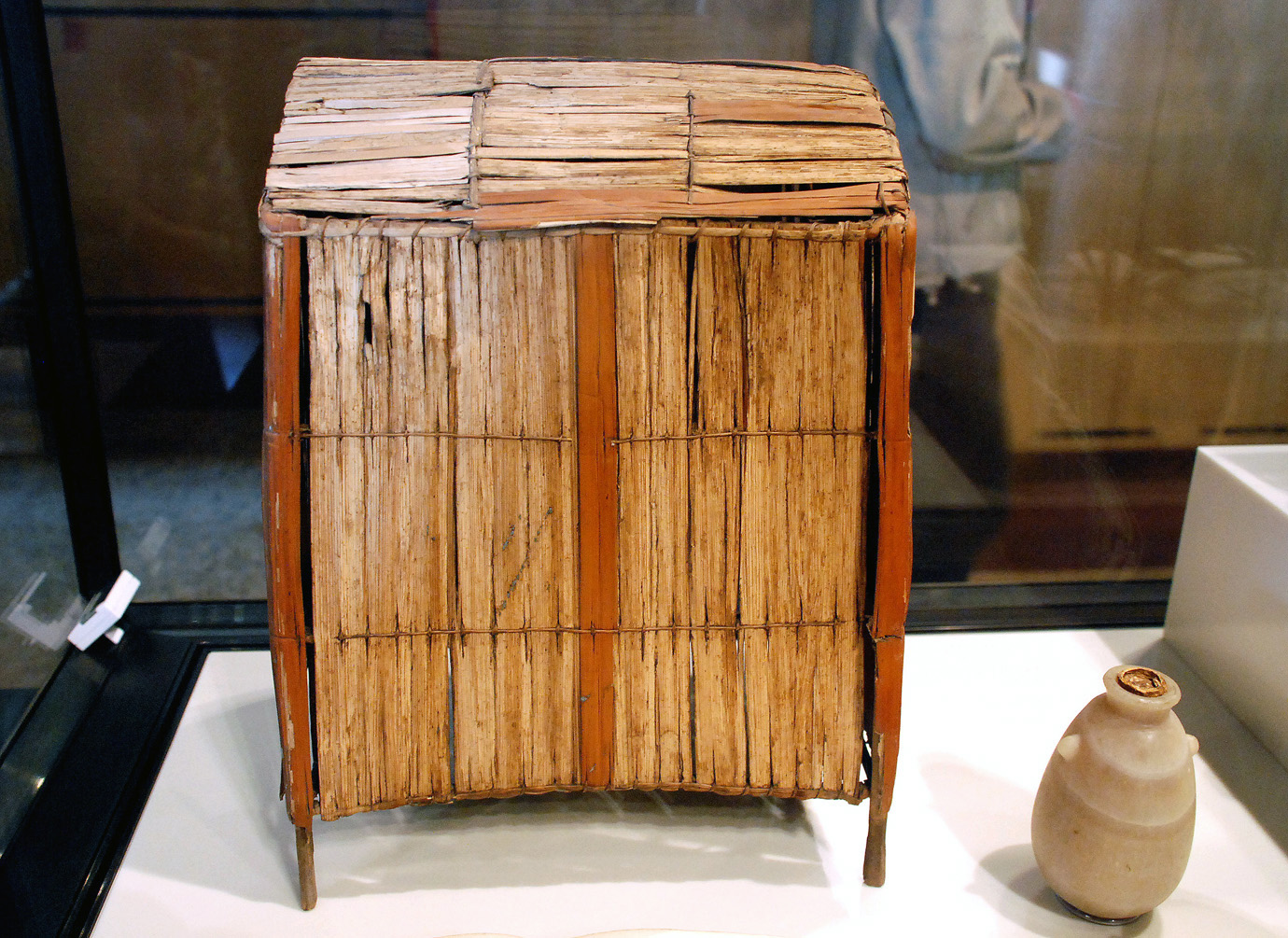